# Vermontia thoracica
Vermontia thoracica är en spindelart som först beskrevs av James Henry Emerton 1913.  Vermontia thoracica ingår i släktet Vermontia och familjen täckvävarspindlar. Inga underarter finns listade i Catalogue of Life.